# Kacice (Petite-Pologne)
Pour les articles homonymes, voir Kacice.
Kacice est une localité polonaise de la gmina de Słomniki, située dans le powiat de Cracovie en voïvodie de Petite-Pologne.